# Бельск (Кобринский район)
Бе́льск (бел. Бельск) — деревня в Кобринском районе Брестской области Белоруссии. Входит в состав Новосёлковского сельсовета.
По данным на 1 января 2016 года население составило 578 человек в 255 домохозяйствах.
В деревне расположены почтовое отделение, базовая школа, дом культуры, фельдшерско-акушерский пункт и три магазина.

## География
Деревня расположена в 30 км к юго-востоку от города и станции Кобрин и в 75 км к востоку от Бреста.

## История
Населённый пункт известен с середины XVI века как имение. В разное время население составляло:
- 1999 год: 338 хозяйств, 803 человека;
- 2005 год: 314 хозяйства, 739 человек;
- 2009 год: 625 человек;
- 2016 год[2]: 255 хозяйств, 578 человек;
- 2019 год[1]: 492 человека.